# Barinas (município)
Barinas é um município da Venezuela localizado no estado de Barinas.
A capital do município é a cidade de Barinas.